# Störstrid
Störstrid eller störande verksamhet är en stridsuppgift som används av jägar- och specialförband bakom fiendens linjer. De metoder som används är eldöverfall, överfall och fältarbete i form av sprängningar eller mineringar, men det går också att störa fiendens verksamhet genom att leda in eld från artilleri, flyg och helikoptrar mot viktiga mål. Det främsta syftet med störstriden är att få fienden att binda resurser på djupet av sin gruppering.
Fria kriget är en stridsuppgift som påminner om störstrid - men detta är en stridsuppgift som skall utnyttjas av avskurna militära förband och är en oplanerad operation.